# Im hohen Norden
Im hohen Norden ist eine US-amerikanische Kurzfilm-Komödie aus dem Jahre 1922 mit Buster Keaton in der Hauptrolle, der auch gemeinsam mit Edward F. Cline für Drehbuch und Regie verantwortlich war. Der Film war eine Parodie auf damalige Melodramen und Western, insbesondere auf die Filme von Cowboy-Star William S. Hart.

## Handlung
Buster Keaton spielt die Rolle des „schlechten Mannes“ (eine Parodie auf William S. Hart), der als schurkischer Cowboy mit trotteligem Benehmen im eisigen Alaska sein Unwesen treibt. Gleich in der ersten Szene versucht er mithilfe eines Tricks, die Gäste eines Saloons auszurauben, was aber gründlich schiefgeht. In der nächsten Szene erschießt der schlechte Mann ein Liebespaar, was sich jedoch als Irrtum herausstellt: Er hatte die erschossene Frau mit seiner Ehefrau verwechselt und sich an der Haustür geirrt. Als der schlechte Mann in der nächsten Szene bei seiner echten Ehefrau ankommt, behandelt er diese grausam und abweisend.  Stattdessen widmet er sich lieber der bildschönen, allerdings verheirateten Nachbarin, die er mit allen Mitteln umgarnt. Als die Nachbarin mit ihrem Ehemann umzieht, fahren der schlechte Mann und sein Gefährte der Nachbarin per „Eistaxi“ hinterher.
Nahe dem Nordpol finden der schlechte Mann und sein Gefährte ein Iglu, das bereits häuslich eingerichtet ist. Der schlechte Mann versucht mit eher bescheidenem Erfolg zu fischen, er und ein anderer Angler verhaken ihre Angelleinen miteinander. Am Ende trifft der schlechte Mann seine Nachbarin wieder und will sie auf gewaltsame Weise verführen (eine Parodie auf Erich von Stroheims Figur in Törichte Frauen), wird jedoch vom Ehemann der Frau überrascht. Es entbrennt ein Kampf zwischen Ehemann und dem schlechten Mann. Scheinbar aus dem Nichts erscheint die Ehefrau des schlechten Mannes und schießt diesen an. Verletzt liegt der schlechte Mann nun auf dem Boden, kann seine Pistole aber noch greifen und zielt auf den Ehemann ...
In diesem Moment wacht Buster in der ersten Sitzreihe eines geleerten Kinosaals auf, wobei aus der Pistole eine Zeitung wird. Alles war nur ein Traum.

## Hintergrund
The Frozen North gilt heute vielen als Buster Keatons seltsamster Kurzfilm. Das liegt unter anderem an den surrealistischen Gags im Film: So ist gleich zu Beginn eine U-Bahn-Haltestelle in Alaska zu sehen; später sieht man ein Iglu, das auf wundersame Weise vollständig eingerichtet ist. Die Frau des schlechten Mannes scheint am Ende des Filmes ebenfalls aus dem Nichts zu kommen. Keatons Werk ist eigentlich mehr dem Realismus zuzuordnen, weil er betonte, auf eine ernsthafte Handlung und glaubwürdige Gags Wert zu legen. Eine andere Ausnahme von diesem Prinzip ist sein Langfilm Sherlock, jr. von 1924, der ebenfalls surrealistische Gags vorzuweisen hat – The Frozen North und Sherlock, jr. bleiben aber insofern realistisch, als am Ende beider Filme Buster nach einem Schläfchen im Kino aufwacht und feststellen muss, dass er die Handlung nur geträumt hat. Somit sind die surrealistischen, „unechten“ Gags stets nur Teil des Traumes und nicht Wirklichkeit.
Buster Keaton weicht hier von seiner üblichen, liebenswerten Filmfigur ab: Er spielt einen Kriminellen, der Frauen misshandelt und vor Raub und Mord nicht zurückschreckt. Damit parodiert Keaton die Western von William S. Hart, einem der damals bekanntesten Hollywood-Stars. In einer der ersten Szenen des Filmes sieht man, wie der schlechte Mann ein Plakat von Hart benutzt, um die Gäste eines Saloons auszutricksen. Hart wird von Keaton perfekt nachgeahmt, etwa in seinem Markenzeichen, dem einhändigen Zigarettenaufrollen, den dicken Glycerin-Tränen sowie in der ernsthaften, stoischen Mimik. Auch das Outfit des schlechten Mannes erinnert an das von Harts Filmfiguren.
Der Hintergrund dieser Parodie ist allerdings ernsthaft: Keatons Freund und Förderer Roscoe Arbuckle wurde ab 1921 der angeblichen Vergewaltigung mit Todesfolge an der Schauspielerin Virginia Rappe bezichtigt und angeklagt, worunter Arbuckles Karriere großen Schaden litt. Hart hatte sich dabei in der Presse als einer der schärfsten Kritiker herausgestellt. Keatons „Rache“ an Hart in Form einer Parodie gelang, die Kinozuschauer fanden die Veralberung von Harts Filmen sehr witzig und es wurde ein Erfolg. William Hart nahm Keatons Parodie allerdings übel auf und beide redeten zwei Jahre lang nicht mehr miteinander. Heute sind die Filme von Hart weitgehend vergessen, weshalb heutige Zuschauer oft Probleme haben, die Parodie zu identifizieren.
In der Szene, in welcher der schlechte Mann seine Nachbarin vergewaltigen will, wechselt er in einem weiteren surrealen Gag sein Cowboy-Kostüm gegen das eines Aristokraten. Das ist eine Anspielung auf Erich von Stroheims Figur des schurkischen Grafen in Törichte Frauen. Auch hier ahmt Keaton Stroheims Mimik nach, der diese Parodie jedoch sehr humorvoll fand.
Gedreht wurde der Film am Lake Donner in der Nähe von Truckee, Kalifornien.
Der Film erlebte seine deutsche Erstaufführung am 20. Mai 1926 im Verbund mit Daydreams unter dem gemeinsamen Titel Donnerwetter – Buster Keaton!.